# Grapsoïdeus
Els grapsoïdeus (Grapsoidea) són superfamília de crustacis decàpodes de l'infraordre dels braquiürs. El representant més conegut és el cranc roquer (Pachygrapsus marmoratus), molt comú a les nostres costes, on se'l pot veure sovint per les roques del litoral.

## Sistemàtica
La superfamília Grapsoidea se subdivideix en 9 famílies:
- Família Gecarcinidae MacLeay, 1838
- Família Glyptograpsidae Schubart, Cuesta & Felder, 2002
- Família Grapsidae MacLeay, 1838
- Família Leptograpsodidae Guinot, N.K. Ng & Rodriguez Moreno, 2018
- Família Percnidae Števčić, 2005
- Família Plagusiidae Dana, 1851
- Família Sesarmidae Dana, 1851
- Família Varunidae Milne Edwards, 1853
- Família Xenograpsidae N.K. Ng, Davie, Schubart & P.K.L. Ng, 2007

## Fotos de crancs grapsoïdeus

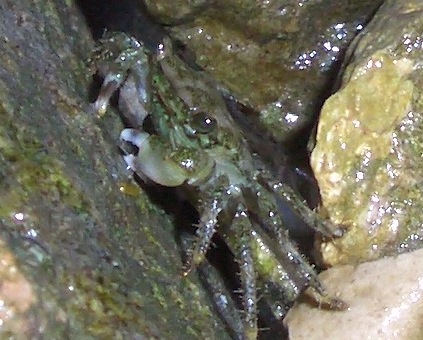
Pachygrapsus marmoratus, el cranc roquer, un gràpsid.
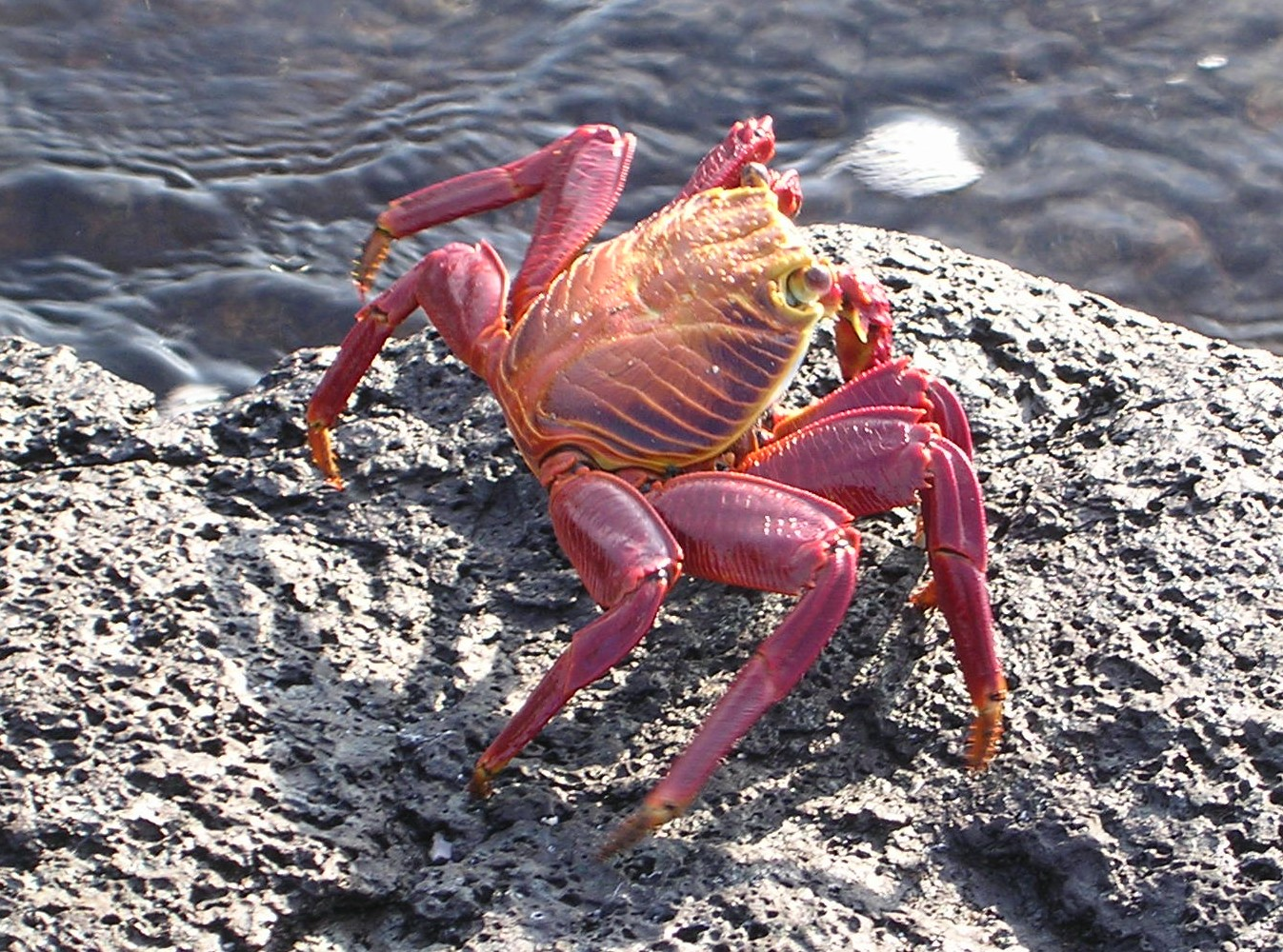
Grapsus grapsus, un gràpsid.
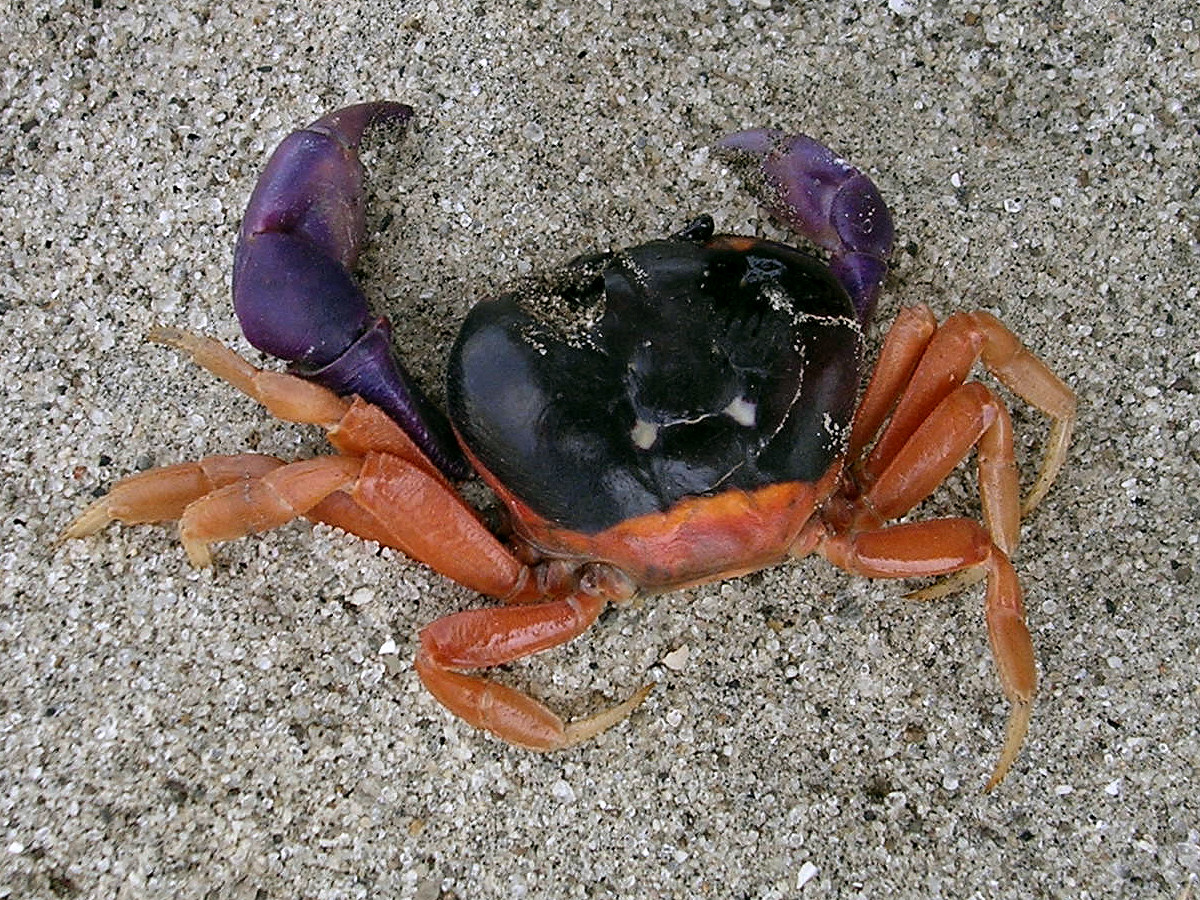
Gecarcinum ruricola, un gecarcínid.
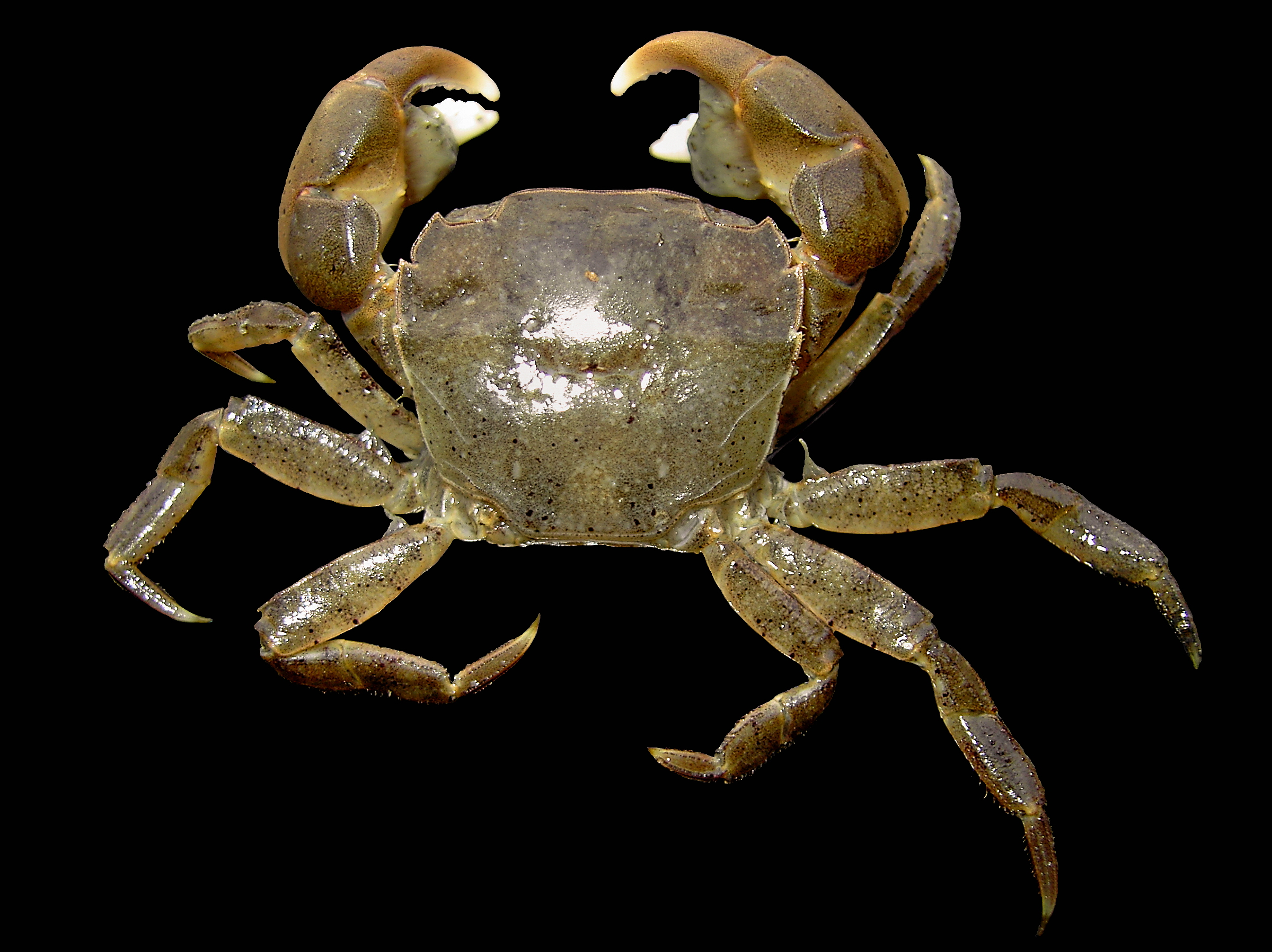
Hemigrapsus takanoi, un varúnid.